# Lars Svensson
Lars Gunnar Georg Svensson (30 de marzo de 1941) es un ornitólogo sueco, autor de gran cantidad de artículos científicos, manuales de aves, libros de fotografías, conferencias o guías de viaje sobre ornitología. Está especializado en la identificación de aves Paseriformes.

## Biografía
Lars Svensson es uno de los investigadores en ornitología más reconocidos de Europa. Su campo de estudio más importante dentro de la ornitología es la identificación del orden de los Paseriformes.
El interés inicial de Lars Svensson por la ornitología parte del ambiente en el que se crio: su padre le transmitió temprano un interés sobre la naturaleza y en su grupo de amistades más próximas también se encontraba el interés por la naturaleza y las aves como algo común, siendo habituales los juegos y pequeñas excursiones tratando de reconocer el nombre de las diferentes especies de aves con las que se encontraban.
Más tarde, en su adolescencia tuvo contactos con biólogos de campo del Museo Sueco de Historia Natural y comenzó a realizar salidas regladas de exploración ornitológica, por Falsterbo y Ottenby en Öland. Poco después comenzó a escribir e ilustrar guías de campo de ornitología, adaptando al sueco algunas existentes en inglés.
Durante la década de 1960, comenzó a realizar estudios sobre aves muertas, en el Museo Sueco de Historia Natural, donde era habitual que le dejasen colaborar con diversas investigaciones del propio centro, incluso por las noches, una vez cerrado al público.
Con 29 años realizó su primera gran expedición de investigación ornitológica al lago Neusiedl en Austria.
Entre 1971 y 1974 fue editor de la revista Vår Fågelvärld, una publicación científica sobre aves editada por la asociación BirdLife de Suecia. Ha sido publicada desde 1942.
Formó el primer comité de rarezas de Suecia de la Sociedad Ornitológica de Suecia, siendo su director entre 1971 y 1986.
Es autor de la Guía para identificación de los paseriformes europeos, editada ininterrumpidamente desde 1970 y uno de los trabajos científicos más citados en ornitología.
Otra de sus obras más importantes es la Collins Bird Guide (traducida y adaptada en España como Guía de aves: España, Europa y región mediterránea). Es una guía de campo para la identificación de las aves del Paleártico Occidental. Está coescrito por Killian Mullarney, Dan Zetterström y Peter J. Grant, e ilustrado por Killian Mullarney y Dan Zetterström. Fue publicado originalmente en sueco y danés en 1999 y en inglés en el mismo año. Una segunda edición, revisada y ampliada, se publicó en enero de 2010. En 2015 se realizaron una serie de actualizaciones y correcciones, sin cambios en el número de edición.
Entre sus artículos científicos más destacados se encuentra el trabajo sobre el carricero picudo (Acrocephalus orinus).
Ha sido galardonado con varios premios de ornitología de todo el mundo. En 2004 fue nombrado doctor honoris causa por la Universidad de Upsala.